# Тешел
Тешел (болг. Тешел) — село в Болгарии. Находится в Смолянской области, входит в общину Девин. Население составляет 6 человек.

## Политическая ситуация
В местном кметстве Грохотно, в состав которого входит Тешел, должность кмета (старосты) исполняет Бейхан Наил Дуран (Движение за права и свободы (ДПС)) по результатам выборов правления кметства.
Кмет (мэр) общины Девин — Здравко Василев Василев Движение за права и свободы (ДПС)) по результатам выборов в правление общины.